# 海曼冰原島峰
85°40′S 179°30′E / 85.667°S 179.500°E
海曼冰原島峰（英語：Hayman Nunataks），是南極洲的冰原島峰，位於杜費克海岸，處於拉克曼冰原島峰以北11公里，以美國研究隊的極光科學家命名，現時由南極條約體系管理。